# Чон Ин Су
Чон Ин Су (кор. 전인수, р.13 июля 1965) — южнокорейский спортсмен, стрелок из лука, олимпийский чемпион.

## Биография
Родился в 1965 году. В 1984 году принял участие в Олимпийских играх в Лос-Анджелесе, но стал там лишь 22-м в личном первенстве. В 1988 году стал чемпионом Олимпийских игр в Сеуле в составе команды, а в личном первенстве был 4-м.